# Liga Nacional de Polo Acuático 2012
La Liga Nacional de Polo Acuático 2012 inició sus actividades el 5 de mayo de 2012. Para esta edición, se inscribieron dos equipos más a los seis que participaron el año pasado: Caimanes de Sucre y Orcas de Yaracuy.
Pulpos de Miranda revalida su título conseguido el año anterior al ganar en la final a Delfines de Aragua. 

## Equipos participantes
| Club                         | Ciudad       | Estado           |
| ---------------------------- | ------------ | ---------------- |
| Pirañas de Carabobo          | Valencia     | Carabobo         |
| Delfines de Aragua           | Maracay      | Aragua           |
| Duros de Lara                | Barquisimeto | Lara             |
| Pulpos de Miranda            | Miranda      | Miranda          |
| Cangrejos de Vargas          | Vargas       | Vargas           |
| Anguilas de Distrito Capital | Caracas      | Distrito Capital |
| Caimanes de Sucre            | Cumaná       | Sucre            |
| Orcas de Yaracuy             | San Felipe   | Yaracuy          |

## Ronda preliminar
| Equipos                      | JJ | JG | JE | JP | Pts |
| ---------------------------- | -- | -- | -- | -- | --- |
| Cangrejos de Vargas          | 20 | 16 | 4  | 0  | 36  |
| Pulpos de Miranda            | 20 | 12 | 4  | 4  | 28  |
| Caimanes de Sucre            | 20 | 9  | 0  | 11 | 18  |
| Anguilas de Distrito Capital | 20 | 4  | 4  | 12 | 12  |

| Equipos             | JJ | JG | JE | JP | Pts |
| ------------------- | -- | -- | -- | -- | --- |
| Duros de Lara       | 20 | 13 | 1  | 6  | 27  |
| Delfines de Aragua  | 20 | 9  | 2  | 9  | 20  |
| Pirañas de Carabobo | 20 | 8  | 2  | 10 | 18  |
| Orcas de Yaracuy    | 20 | 0  | 1  | 19 | 1   |

### Resultados
| Pulpos de Miranda   | 8-8   | Anguilas de Distrito Capital | Parque Naciones Unidas | 5 de mayo | 10:00 a. m. |
| Duros de Lara       | 14-12 | Pirañas de Carabobo          | Parque Naciones Unidas | 5 de mayo | 11:15 p. m. |
| Cangrejos de Vargas | 11-7  | Caimanes de Sucre            | Parque Naciones Unidas | 5 de mayo | 12:30 p. m. |
| Delfines de Aragua  | 20-16 | Orcas de Yaracuy             | Parque Naciones Unidas | 5 de mayo | 1:45 p. m.  |

| Caimanes de Sucre  | 8-11  | Cangrejos de Vargas          | Parque Naciones Unidas | 6 de mayo | 9:00 a. m.  |
| Duros de Lara      | 14-9  | Pirañas de Carabobo          | Parque Naciones Unidas | 6 de mayo | 10:15 a. m. |
| Pulpos de Miranda  | 9-9   | Anguilas de Distrito Capital | Parque Naciones Unidas | 6 de mayo | 11:30 a. m. |
| Delfines de Aragua | 11-10 | Orcas de Yaracuy             | Parque Naciones Unidas | 6 de mayo | 12:45 a. m. |

| Cangrejos de Vargas | 11-7  | Pulpos de Miranda   | Instituto Nacional de Deportes | 19 de mayo | 10:00 a. m. |
| Pirañas de Carabobo | 16-13 | Orcas de Yaracuy    | Instituto Nacional de Deportes | 19 de mayo | 11:15 a. m. |
| Pulpos de Miranda   | 7-8   | Cangrejos de Vargas | Instituto Nacional de Deportes | 19 de mayo | 12:30 p. m. |
| Delfines de Aragua  | 5-10  | Duros de Lara       | Instituto Nacional de Deportes | 19 de mayo | 1:45 p. m.  |

| Duros de Lara     | 11-9 | Delfines de Aragua           | Instituto Nacional de Deportes | 20 de mayo | 9:00 a. m.  |
| Orcas de Yaracuy  | 8-9  | Pirañas de Carabobo          | Instituto Nacional de Deportes | 20 de mayo | 10:15 a. m. |
| Caimanes de Sucre | 8-7  | Anguilas de Distrito Capital | Instituto Nacional de Deportes | 20 de mayo | 11:30 a. m. |
| Pulpos de Miranda | 9-9  | Cangrejos de Vargas          | Instituto Nacional de Deportes | 20 de mayo | 12:45 p. m. |

| Cangrejos de Vargas | 10-10 | Anguilas de Distrito Capital | La Isabelica, Valencia | 26 de mayo | 8:00 a. m.  |
| Duros de Lara       | 15-8  | Orcas de Yaracuy             | La Isabelica, Valencia | 26 de mayo | 9:15 a. m.  |
| Pulpos de Miranda   | 7-8   | Caimanes de Sucre            | La Isabelica, Valencia | 26 de mayo | 10:30 a. m. |
| Pirañas de Carabobo | 7-8   | Delfines de Aragua           | La Isabelica, Valencia | 26 de mayo | 11:45 a. m. |

| Cangrejos de Vargas | 7-13 | Anguilas de Distrito Capital | La Isabelica, Valencia | 26 de mayo | 2:00 p. m. |
| Duros de Lara       | 15-8 | Orcas de Yaracuy             | La Isabelica, Valencia | 26 de mayo | 3:15 p. m. |
| Pulpos de Miranda   | 10-3 | Caimanes de Sucre            | La Isabelica, Valencia | 26 de mayo | 4:30 p. m. |
| Pirañas de Carabobo | 8-11 | Delfines de Aragua           | La Isabelica, Valencia | 26 de mayo | 5:45 p. m. |

| Pirañas de Carabobo | 17-9  | Anguilas de Distrito Capital | Piscinas Coquito Leal, San Felipe | 2 de junio | 10:00 a. m. |
| Caimanes de Sucre   | 8-13  | Delfines de Aragua           | Piscinas Coquito Leal, San Felipe | 2 de junio | 11:15 a. m. |
| Cangrejos de Vargas | 7-7   | Duros de Lara                | Piscinas Coquito Leal, San Felipe | 2 de junio | 12:30 p. m. |
| Pulpos de Miranda   | 17-11 | Orcas de Yaracuy             | Piscinas Coquito Leal, San Felipe | 2 de junio | 1:45 p. m.  |

| Anguilas de Distrito Capital | 8-8   | Pirañas de Carabobo | Piscinas Coquito Leal, San Felipe | 3 de junio | 9:00 a. m.  |
| Caimanes de Sucre            | 10-7  | Delfines de Aragua  | Piscinas Coquito Leal, San Felipe | 3 de junio | 10:15 a. m. |
| Cangrejos de Vargas          | 13-9  | Duros de Lara       | Piscinas Coquito Leal, San Felipe | 3 de junio | 11:30 a. m. |
| Pulpos de Miranda            | 13-10 | Orcas de Yaracuy    | Piscinas Coquito Leal, San Felipe | 3 de junio | 12:45 p. m. |

| Cangrejos de Vargas          | 11-9  | Orcas de Yaracuy    | Puerto Azul, Estado Vargas | 9 de junio | 10:00 a. m. |
| Pulpos de Miranda            | 9-11  | Duros de Lara       | Puerto Azul, Estado Vargas | 9 de junio | 11:15 a. m. |
| Caimanes de Sucre            | 10-12 | Pirañas de Carabobo | Puerto Azul, Estado Vargas | 9 de junio | 12:30 p. m. |
| Anguilas de Distrito Capital | 19-14 | Delfines de Aragua  | Puerto Azul, Estado Vargas | 9 de junio | 1:45 p. m.  |

| Pulpos de Miranda            | 9-6   | Duros de Lara       | Puerto Azul, Estado Vargas | 10 de junio | 9:00 a. m.  |
| Caimanes de Sucre            | 1-6   | Pirañas de Carabobo | Puerto Azul, Estado Vargas | 10 de junio | 10:15 a. m. |
| Anguilas de Distrito Capital | 16-14 | Delfines de Aragua  | Puerto Azul, Estado Vargas | 10 de junio | 11:30 p. m. |
| Cangrejos de Vargas          | 11-11 | Orcas de Yaracuy    | Puerto Azul, Estado Vargas | 10 de junio | 12:45 p. m. |

| Pulpos de Miranda            | 15-10 | Delfines de Aragua  | Instituto Nacional de Deportes | 23 de junio | 10:00 a. m. |
| Caimanes de Sucre            | 12-9  | Orcas de Yaracuy    | Instituto Nacional de Deportes | 23 de junio | 11:15 a. m. |
| Cangrejos de Vargas          | 21-8  | Pirañas de Carabobo | Instituto Nacional de Deportes | 23 de junio | 12:30 p. m. |
| Anguilas de Distrito Capital | 6-14  | Duros de Lara       | Instituto Nacional de Deportes | 23 de junio | 1:45 p. m.  |

| Pulpos de Miranda            | 10-10 | Delfines de Aragua  | Instituto Nacional de Deportes | 24 de junio | 9:00 a. m.  |
| Caimanes de Sucre            | 11-8  | Orcas de Yaracuy    | Instituto Nacional de Deportes | 24 de junio | 10:15 a. m. |
| Cangrejos de Vargas          | 10-9  | Pirañas de Carabobo | Instituto Nacional de Deportes | 24 de junio | 11:30 p. m. |
| Anguilas de Distrito Capital | 8-9   | Duros de Lara       | Instituto Nacional de Deportes | 24 de junio | 12:45 p. m. |

| Pulpos de Miranda            | 12-9 | Pirañas de Carabobo | Paracotos, Estado Miranda | 30 de junio | 10:00 a. m. |
| Caimanes de Sucre            | 14-6 | Duros de Lara       | Paracotos, Estado Miranda | 30 de junio | 11:15 p. m. |
| Anguilas de Distrito Capital | 5-0  | Orcas de Yaracuy    | Paracotos, Estado Miranda | 30 de junio | 12:30 p. m. |
| Cangrejos de Vargas          | 11-9 | Delfines de Aragua  | Paracotos, Estado Miranda | 30 de junio | 1:45 p. m.  |

| Pulpos de Miranda            | 16-15 | Pirañas de Carabobo | Paracotos, Estado Miranda | 1 de julio | 9:00 a. m.  |
| Caimanes de Sucre            | 6-9   | Duros de Lara       | Paracotos, Estado Miranda | 1 de julio | 10:15 a. m. |
| Anguilas de Distrito Capital | 21-10 | Orcas de Yaracuy    | Paracotos, Estado Miranda | 1 de julio | 11:30 a. m. |
| Cangrejos de Vargas          | 9-7   | Delfines de Aragua  | Paracotos, Estado Miranda | 1 de julio | 12:45 a. m. |

| Cangrejos de Vargas          | 5-0   | Caimanes de Sucre  | Casa Portuguesa de Maracay | 7 de julio | 10:00 a. m. |
| Pirañas de Carabobo          | 10-9  | Duros de Lara      | Casa Portuguesa de Maracay | 7 de julio | 11:15 p. m. |
| Anguilas de Distrito Capital | 11-14 | Pulpos de Miranda  | Casa Portuguesa de Maracay | 7 de julio | 12:30 p. m. |
| Orcas de Yaracuy             | 15-20 | Delfines de Aragua | Casa Portuguesa de Maracay | 7 de julio | 1:45 p. m.  |

| Cangrejos de Vargas          | 5-0   | Caimanes de Sucre  | Centro Hispano, Maracay | 8 de julio | 9:00 a. m.  |
| Pirañas de Carabobo          | 11-19 | Duros de Lara      | Centro Hispano, Maracay | 8 de julio | 10:15 a. m. |
| Anguilas de Distrito Capital | 8-23  | Pulpos de Miranda  | Centro Hispano, Maracay | 8 de julio | 11:30 a. m. |
| Orcas de Yaracuy             | 17-26 | Delfines de Aragua | Centro Hispano, Maracay | 8 de julio | 12:45 a. m. |

| Cangrejos de Vargas          | 17-6  | Pulpos de Miranda  | Piscinas Bolivarianas de Barquisimeto | 14 de julio | 10:00 a. m. |
| Pirañas de Carabobo          | 14-12 | Orcas de Yaracuy   | Piscinas Bolivarianas de Barquisimeto | 14 de julio | 11:15 p. m. |
| Anguilas de Distrito Capital | 10-13 | Caimanes de Sucre  | Piscinas Bolivarianas de Barquisimeto | 14 de julio | 12:30 p. m. |
| Duros de Lara                | 11-10 | Delfines de Aragua | Piscinas Bolivarianas de Barquisimeto | 14 de julio | 1:45 p. m.  |

| Cangrejos de Vargas          | 5-0   | Pulpos de Miranda  | Piscinas Bolivarianas de Barquisimeto | 15 de julio | 9:00 a. m.  |
| Pirañas de Carabobo          | 14-9  | Orcas de Yaracuy   | Piscinas Bolivarianas de Barquisimeto | 15 de julio | 10:15 a. m. |
| Anguilas de Distrito Capital | 13-15 | Caimanes de Sucre  | Piscinas Bolivarianas de Barquisimeto | 15 de julio | 11:30 a. m. |
| Duros de Lara                | 10-12 | Delfines de Aragua | Piscinas Bolivarianas de Barquisimeto | 15 de julio | 12:45 a. m. |

| Cangrejos de Vargas | 5-0  | Anguilas de Distrito Capital | Instituto Nacional de Deportes | 8 de septiembre | 9:00 a. m.  |
| Duros de Lara       | 11-9 | Orcas de Yaracuy             | Instituto Nacional de Deportes | 8 de septiembre | 10:30 p. m. |
| Pulpos de Miranda   | 5-0  | Caimanes de Sucre            | Instituto Nacional de Deportes | 8 de septiembre | 1:00 p. m.  |
| Pirañas de Carabobo | 6-6  | Delfines de Aragua           | Instituto Nacional de Deportes | 8 de septiembre | 2:30 p. m.  |

| Cangrejos de Vargas |     | Anguilas de Distrito Capital | Instituto Nacional de Deportes | 9 de septiembre | 9:00 a. m.  |
| Duros de Lara       |     | Orcas de Yaracuy             | Instituto Nacional de Deportes | 9 de septiembre | 10:15 a. m. |
| Pulpos de Miranda   |     | Caimanes de Sucre            | Instituto Nacional de Deportes | 9 de septiembre | 11:30 a. m. |
| Pirañas de Carabobo | 5-8 | Delfines de Aragua           | Instituto Nacional de Deportes | 9 de septiembre | 12:45 a. m. |

## Ronda final
La ronda final consiste en una jornada semifinal de tres juegos, clasificando a la gran final el equipo que logre ganar dos juegos.
Los primeros clasificados de un grupo jugaron contra los segundos clasificados del otro grupo, a tres juegos. Las semifinales se jugaron los días 21 y 22 de septiembre (el 21 se jugó doble jornada) en las Piscinas Bolivarianas de Barquisimeto.
La gran final se jugó el 29 y el 30 de septiembre en el Parque Naciones Unidas de Caracas
|  | 21 y 22 de septiembre | 21 y 22 de septiembre | 21 y 22 de septiembre | 21 y 22 de septiembre | 21 y 22 de septiembre |    |                    | 29 y 30 de septiembre | 29 y 30 de septiembre | 29 y 30 de septiembre | 29 y 30 de septiembre | 29 y 30 de septiembre |
|  |                       |                       |                       |                       |                       |    |                    |                       |                       |                       |                       |                       |
|  | A1                    | Cangrejos de Vargas   | 9                     | 8                     | 9                     |    |                    |                       |                       |                       |                       |                       |
|  | B2                    | Delfines de Aragua    | 8                     | 11                    | 10                    |    |                    |                       |                       |                       |                       |                       |
|  |                       |                       |                       |                       |                       |    | Delfines de Aragua | Delfines de Aragua    | 12(4)                 | 7                     | 12                    |                       |
|  |                       | Pulpos de Miranda     | Pulpos de Miranda     | 12(2)                 | 9                     | 14 |                    |                       |                       |                       |                       |                       |
|  | B1                    | Duros de Lara         | 9                     | 7                     |                       |    |                    |                       |                       |                       |                       |                       |
|  | A2                    | Pulpos de Miranda     | 11                    | 10                    |                       |    |                    |                       |                       |                       |                       |                       |

Pulpos de Miranda

Segundo título

## Goleadores
| Jugador             | Equipo              | Goles |
| ------------------- | ------------------- | ----- |
| Joaquín López       | Delfines de Aragua  | 77    |
| Alejandro Rodríguez | Pirañas de Carabobo | 57    |
| Hugo Velásquez      | Cangrejos de Vargas | 55    |
| Andrés Pirela       | Duros de Lara       | 39    |

Actualizado al 24 de septiembre de 2012.